# On (бренд)
On — швейцарська компанія з виробництва спортивного взуття та спортивного одягу.
Станом на 2019 рік компанія займала 40 % ринку кросівок у Швейцарії та 10 % у Німеччині. Станом на середину 2020 року спортивне взуття On було доступне в 6000 роздрібних торговців у 55 країнах світу.

## Історія
Компанія On вперше була зареєстрована як виробник спортивних товарів у 2010 році. Компанія була заснована колишнім швейцарським чемпіоном Ironman Олів'є Бернхардом у партнерстві з Девідом Аллеманном та Каспаром Коппетті. У 2012 році On випустила модель Cloudracer, спортивне взуття, яке полюбляв швейцарський професійний тріатлоніст і володар золотої медалі Олімпійських ігор 2012 року в Лондоні Нікола Спіріг. Компанія заявляє, що унікальною особливістю взуття є запатентована технологія амортизації, яка називається CloudTec.
CloudTec почалася з того, що Бернхард експериментував із садовим шлангом, досліджуючи, як ця форма може запропонувати абсолютно новий тип амортизації. Коротше кажучи, серія «хмар», що проходять під усіма силуетами On, забезпечують амортизацію, коли нога приземляється на підлогу, а потім з'єднуються разом, щоб створити міцну основу для відштовхування на наступному кроці. «Перевага полягає в тому, що граючи зі структурою взуття, ви можете налаштувати амортизацію для м'якшого приземлення. Коли хмари стискаються в передній частині стопи, це створює міцну і стабільну платформу для відштовхування», — пояснив Едуард Койон, керівник відділу управління продукцією взуття On, в інтерв'ю HYPEBEAST.
Швейцарський тенісист Роджер Федерер став акціонером On AG у листопаді 2019 року. Згодом, у липні 2020 року, компанія випустила лімітовану серію кросівок під назвою «The Roger». Зважаючи на нещодавнє зростання продажів, компанія, як повідомляється, розглядає можливість проведення IPO у другій половині 2021 року. IPO компанії принесло близько 746 мільйонів доларів США.
On також заснувала і спонсорує професійну бігову групу, On Athletics Club, яку тренує Датан Рітценхейн, і до складу якої входять кілька олімпійських фіналістів. Компанія також створила взуття для бобслею, яке використовувалося на зимових Олімпійських іграх 2022 року.
Наразі Девід Кілгор, американський професійний бігун і рекордсмен, змагається і працює в компанії On-running.
31 березня 2022 року компанія On запустила модель Cloudmonster. Він відрізняється від попередніх розробок компанії більшою підошвою. Джейкоб Галлахер з The Wall Street Journal описав його як «максималістський кросівок» і стверджував, що цей дизайн значною мірою асоціюється з Hoka One One, а також назвав Hoka One One «одним з головних конкурентів On на ринку спеціалізованих бігових кросівок».
У березні 2023 року компанія On оголосила про спонсорство першої ракетки світу з тенісу Іги Свьонтек та тенісиста Бена Шелтона.